# Ernest Bour
Ernest Bour (Thionville, Moselle 20 de abril de 1913 – Estrasburgo, 20 de junio de 2001) fue un director de orquesta francés. 

## Biografía
Nació en Thionville, situado en el noreste de Lorena, luego parte de Alemania. Estudió en la Universidad y el Conservatorio de Estrasburgo. Fritz Münch y Hermann Scherchen fueron sus profesores de dirección orquestal.
Quizás su grabación más escuchada es la de Atmosphères de Ligeti con la Orquesta Sinfónica de la SWR de Baden-Baden y Friburgo presente en la banda sonora de 2001: Una odisea del espacio.
Después de servir como maestro de coro de los coros de la radio de Ginebra y Estrasburgo, fue nombrado director de la Orquesta de Mulhouse, en 1941. En 1950 se convirtió en director de la Orquesta Filarmónica de Estrasburgo y, en 1955, de la Ópera de Estrasburgo, donde llevó a cabo el estreno de Puck de Marcel Delannoy en 1949. Ha sido director titular de la Orquesta Sinfónica de la SWR en Baden-Baden entre 1964 y 1979. Dirigió el estreno europeo de la Sinfonía de Berio en el Festival de Donaueschingen de 1969. Desde 1976 hasta 1987 fue director invitado permanente de la Orquesta de Cámara de la Radio de los Países Bajos situada en la sede de radio VARA en Hilversum.
El repertorio de Bour se centra principalmente en la música clásica contemporánea. Dirigió estrenos mundiales de obras de Bussotti, Ferneyhough, Górecki, Ligeti, Rihm, Stockhausen y Xenakis, y dio el estreno francés de la sinfonía Matías el pintor de Hindemith y El progreso del libertino de Stravinsky y el estreno europeo de Trailing Vortices de William Susman. Sus grabaciones van desde la música de François Couperin, a André Jolivet.
Bour murió en Estrasburgo, a los 88 años.